# Hochiella klinzigiana
Hochiella klinzigiana är en tvåvingeart som beskrevs av Andy Z. Lehrer 2005. Hochiella klinzigiana ingår i släktet Hochiella och familjen köttflugor.
Artens utbredningsområde är Kenya. Inga underarter finns listade i Catalogue of Life.